# 希梅納·納瓦瑞提
希梅納·納瓦瑞提（Jimena "Ximena" Navarrete Rosete，1988年2月22日—） ，2009年度墨西哥小姐及2010年度環球小姐。

## 個人生活
納瓦瑞提在哈利斯科州首府瓜達拉哈拉出生和成長，牙醫父親卡洛斯·納瓦瑞提 (Carlos Navarrete) 和牙醫母親嘉博利亞·羅撒提 (Gabriela Rosete) 的其中一個孩子。她在16歲時開始她的模特兒生涯，並在墨西哥一大學修讀營養學。

## 2009年度墨西哥小姐
納瓦瑞提於2009年7月16日在瓜達拉哈拉奪得墨西哥哈利斯科州小姐殊榮，之後代表哈利斯科州參加於2009年9月20日在尤卡坦州梅里達舉行的2009年度墨西哥小姐競選，奪得冠軍，從而代表墨西哥參加2010年度環球小姐競選。

## 2010年度環球小姐競選
納瓦瑞提於2010年8月23日在美國內華達州拉斯維加斯舉行的2010年度環球小姐競選，奪得2010年度環球小姐，成為第59名奪得環球小姐殊榮的佳麗。她是墨西哥第二位的環球小姐對上一次是盧比塔·瓊斯於1991年奪得，瓊斯也是在拉斯維加斯接受加冕。
2011年2月10日，納瓦瑞提成為歐萊雅和Old Navy 的產品代言人。
在她的任期內，曾到訪西班牙、墨西哥、印尼、中國、法國、印度、俄羅斯、多米尼加共和國、波多黎各、巴拿馬、泰國、巴西、瓜地馬拉、智利、巴哈馬和美國。

## 外部連結
- Ximena Navarette Photos on missuniverse.com （页面存档备份，存于）
- Ximena Navarrete （页面存档备份，存于） Interview on PR.com
- （页面存档备份，存于） Ximena Navarrete Video on www.children.org